# Gwen
Gwen je žensko ime.

## Osobe s imenom Gwen
- Gwen John (1876. – 1939.), velška slikarica
- Gwen Stefani (rođena 1969.), američka pjevačica
- Gwen Torrence (rođena 1965.), američka atletičarka